# Egybolis natalii
Egybolis natalii là một loài bướm đêm trong họ Noctuidae.